# Dmitrij Konstantinovitj af Rusland
Dmitrij Konstantinovitj af Rusland (russisk: Дми́трий Константинович Романов; tr. Dmitrij Konstantinovitj Romanov) (13. juni 1860 — 28. januar 1919) var en russisk storfyrste, der var søn af storfyrst Konstantin Nikolajevitj af Rusland og prinsesse Alexandra af Sachsen-Altenburg samt fætter til kejser Aleksandr 3. af Rusland. 

## Biografi
Dmitrij Konstantinovitj blev født den 13. juni 1860 i Strelna nær Sankt Petersborg i Det Russiske Kejserrige. Han var det femte barn og tredje søn af storfyrst Konstantin Nikolajevitj af Rusland i hans ægteskab med prinsesse Alexandra af Sachsen-Altenburg. Storfyrst Dmitrij havde en militær karriere. Selv om han aldrig spillede nogen politisk rolle, blev han som slægtning til Nikolaj 2. henrettet i 1919 under den Russiske Revolution.

## Eksterne links
- Wikimedia Commons har flere filer relateret til Dmitrij Konstantinovitj af Rusland